# 作物学报
《作物学报》是由中国作物学会和中國農業科學院共同编辑出版，中國科協主管的一個中國期刊，為中國国家一级专业刊物，为季刊。創刊於1961年。其前身刊物為《中国农业研究》（1950年）和《农业学报》（1952年）。学报內容主要為与農業相關的生物、化學、氣象等多方面的知識。

## 参阅
- 学报列表